# アモールバッハ

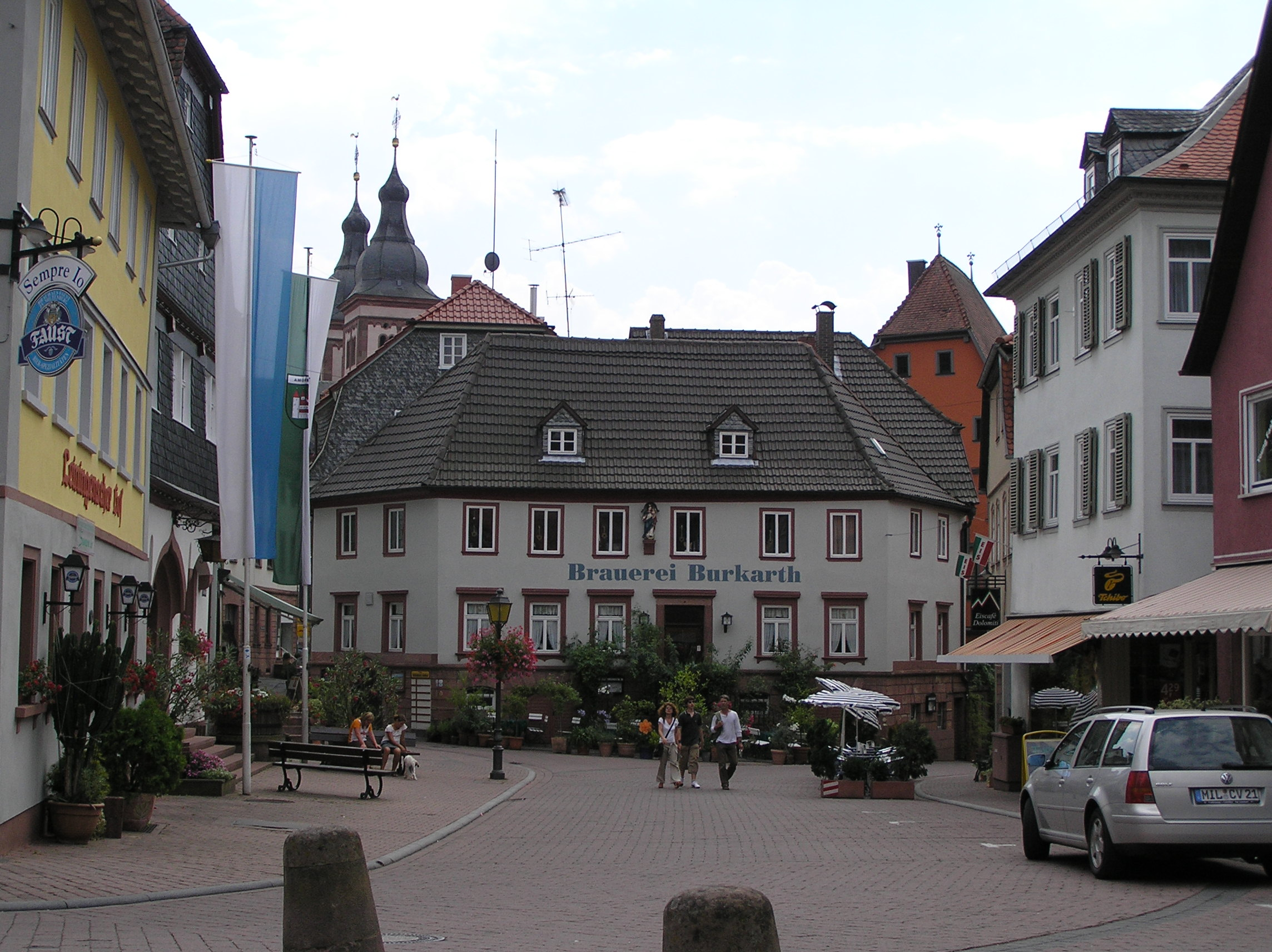
アモールバッハのマルクト広場

アモールバッハまたはアーモールバッハ (ドイツ語: Amorbach, ドイツ語発音: [ˈaːmoː̯ɐbax]) は、ドイツ連邦共和国バイエルン州ミルテンベルク郡に属す市。この街はバイエルンのオーデンヴァルト内に位置し、2003年に750年祭を祝った。

## 地理

### 市の構成
本市は、公式には11の地区 (Ort) からなる。このうち小集落や孤立農場などを除く集落を以下に列記する。
- アモールバッハ
- ボイヒェン
- ボックスブルン・イム・オーデンヴァルト
- ノイドルフ
- ライヒャルツハウゼン

## 歴史
この街は、元々ベネディクト会修道院（アモールバッハ修道院）を起源とし、その後徐々に発展を続け1253年に都市に昇格した。この街の領主はヘッセン、バイエルン、バーデンの間で何度も入れ替わった。1803年から1806年の間はライニンゲン侯領の宮廷所在地であった。1816年に最終的にバイエルン王国領となった。1965年、保養地に指定された。

### 市町村合併
アモールバッハ市は以下の合併を経ている。
- 1973年4月1日 ボックスブルン
- 1975年1月1日 ボイヒェン
- 1976年1月1日 ノイドルフ、ライヒャルトハウゼン

## 文化と見所

### 城館と修道院教会

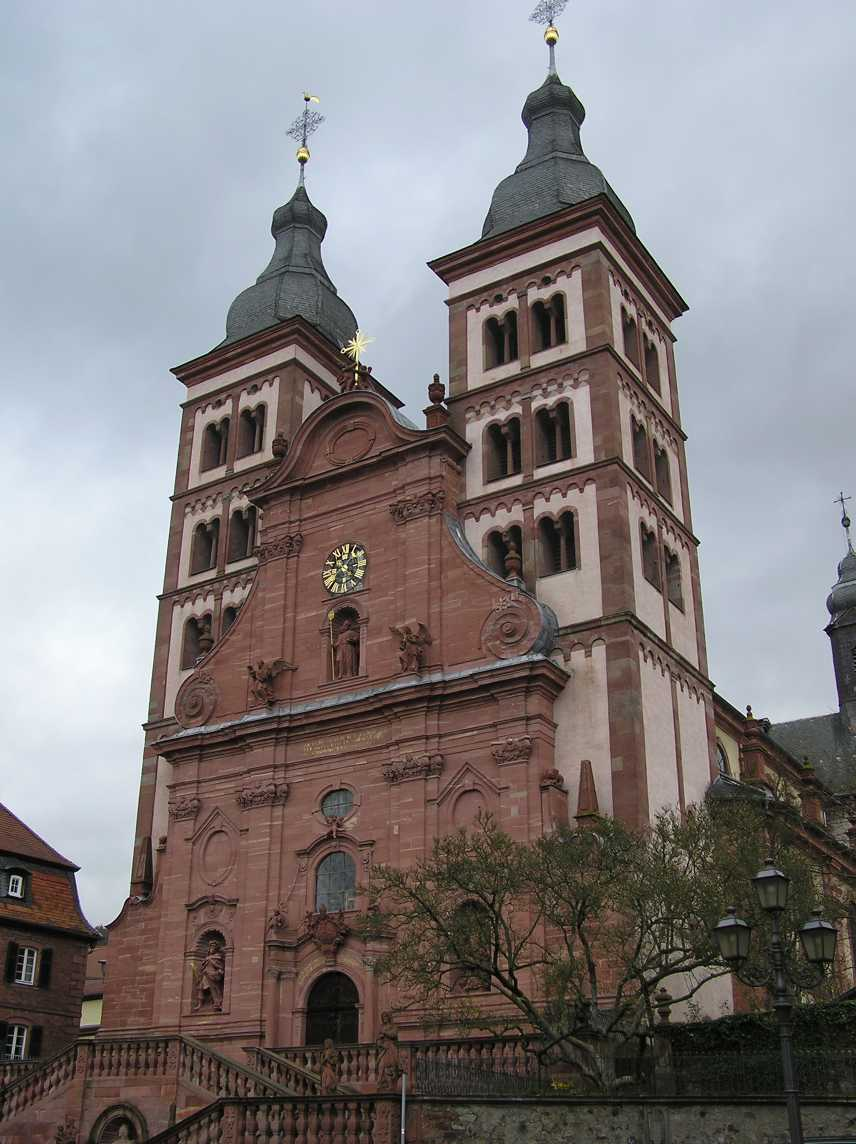
アモールバッハの修道院教会

ライニンゲン侯の館の地所内には注目すべき図書館や堂々とした修道院教会を有する旧ベネディクト会修道院がある。修道院教会には年間千人を超える来訪者を数えるシュトゥム・オルガンが備えられている。このオルガンは1782年にヨハン・フィリップ・シュトゥム（1705年 - 1776年）とヨハン・ハインリヒ・シュトゥム（1715年 - 1788年）の兄弟によって8年間の制作期間を経て完成されたものである。200年間にわたって高い評価を得てきたオルガン製作者一家シュトゥム家の作品の中でも、最大で最重要なこのアモールバッハのオルガンは、南ドイツとフランスのオルガン造りが融合したこの一家の様式と音響が限りなく体現されている。この傑作の響きは、2世紀以上を経た現代でもほとんど損なわれることなく保たれている。19世紀末と20世紀の初めに、それぞれの時代様式に合わせたレジスターが追加されている。

### 博物館

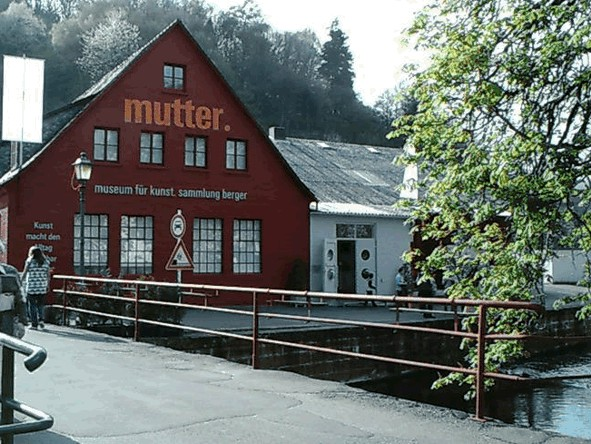
ティーポット博物館を兼ねたベルガー・コレクション

ザムルング・ベルガー・ミット・テーカンネンムーゼウム（ティーポット博物館を兼ねたベルガーコレクション）は、少なくともヨーロッパには類例を見ない博物館である。この博物館には、アルマン、ミヒャエル・ブーテ、マルク・シャガール、クリストとジャンヌ＝クロード、キース・ヘリング、レベッカ・ホーン、イヴ・クライン、ロイ・リキテンスタイン、ナム・ジュン・パイク、ニキ・ド・サンファル、HA シュルト、ダニエル・スペーリ、ベン・ヴォーチェ、ディック・ヒギンズといった現代美術作品の他に、ヨーロッパ最大のティーポットコレクションが展示されている。世界中から集められた2,467個のティーポットと約500個のミニチュアポットが展示されているのである。

### 十分の一税倉庫
1488年に建設された十分の一税倉庫は、500年前からこの街の中心に位置する建物であった。元々はマインツ大司教（選帝侯）への十分の一税として納められた作物を保存するために建てられたこの建物は、1960年代に徹底的な増改築がなされ、映画館として用いられていた。
1991年にこの建物を演芸場に改造した文化サークル、ツェントショイアー・アモールバッハ e.V. は、上演演目の調整の他に、歴史的な市街中心に建つこの建物の保存・修復を行っている。

### 年中行事
- 旧修道院教会で行われるアモールバッハ修道院コンサート
- 十分の一税倉庫演芸場で行われるキャバレーやパフォーマンス
- シュトゥム・オルガンを使って毎日12時と15時に行われる演奏
- 毎年母の日に行われる「ガンゴルフスリット」と呼ばれる馬のパレード

## 経済と社会資本

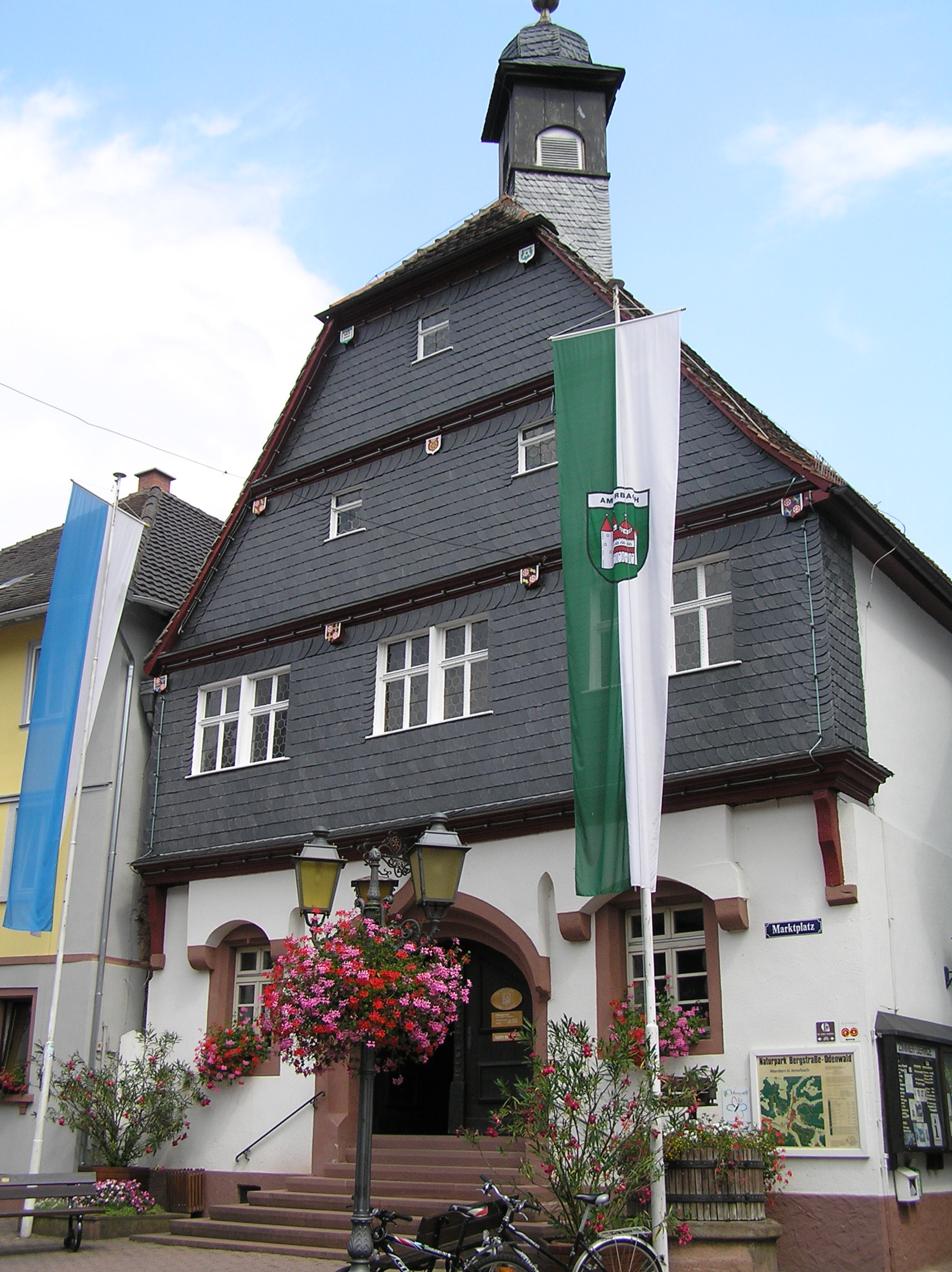
アモールバッハの市庁舎

現在アモールバッハを訪れる人の多くは、州公認の保養地でバロック建築が多く遺るこの町に静養に来るツーリストである。アモールバッハに定期的に訪れる常連客であったテオドール・アドルノも、その知名度向上に寄与している。彼の死後、ホテルには「アドルノの部屋」が設けられた。
1960年頃から行われている真珠質工業は、現在ではわずかな芸術家の需要があるだけである。この市は、1992年にヨーロッパ・ノストラ・メダルを授与された。

### 交通
連邦道B469号線は、アモールバッハでB47号線と合流する。マドンネンラント鉄道とも称されるゼッカハ - ミルテンベルク線の駅がある。

### 教育
- カール・エルンスト・ギムナジウム・アモールバッハ
- テレージア・ゲルハルディンガー実科学校

この他、本課程学校と基礎課程学校がある。

## その他
後にイギリス女王となるヴィクトリアの両親、ケント公爵エドワード・オーガスタスと公爵夫人ヴィクトリアは、アモールバッハで結婚した。

## 人物

### 出身者
- ヨハン・アメールバッハ（1444年頃 - 1513年）印刷黎明期の出版者
- シュテファン・アレクサンダー・ヴュルトヴァイン（1719年 - 1796年）歴史家
- カール・フォン・ツボイフ（1862年 - 1941年）植物病理学者
- クレメンス・シュノル（1949年 - ）オルガニスト、音楽学者
- フィンケ・エーバート（1968年 - ）コメディアン、物理学者
- フィリップ・ヴェーバー（1974年 - ）キャバレティスト

## 引用
1. ↑  https://www.statistikdaten.bayern.de/genesis/online?operation=result&code=12411-003r&leerzeilen=false&language=de Genesis-Online-Datenbank des Bayerischen Landesamtes für Statistik Tabelle 12411-003r Fortschreibung des Bevölkerungsstandes: Gemeinden, Stichtag (Einwohnerzahlen auf Grundlage des Zensus 2011)
2. ↑  Max Mangold, ed (2005). Duden, Aussprachewörterbuch (6 ed.). Dudenverl. p. 152. ISBN 978-3-411-04066-7
3. ↑  Bayerische Landesbibliothek Online